# 羅亞市鎮
羅亞市鎮，曾是拉脫維亞的一個市鎮，設立於2009年。位於該國西北部，人口6271人，面積309.5平方公里，人口密度約20人/km2。2011年分出梅爾斯拉格斯市鎮。
2021年7月1日，羅亞市鎮与其它市镇一起合并至塔爾西市鎮。

## 外部連結
- 塔爾西市鎮官方網站 （页面存档备份，存于） （拉脱维亚文）